# Горечавка весенняя
Гореча́вка весе́нняя (лат. Gentiána vérna) — травянистое растение; вид рода Горечавка (Gentiana) семейства Горечавковые (Gentianaceae).

## Ботаническое описание

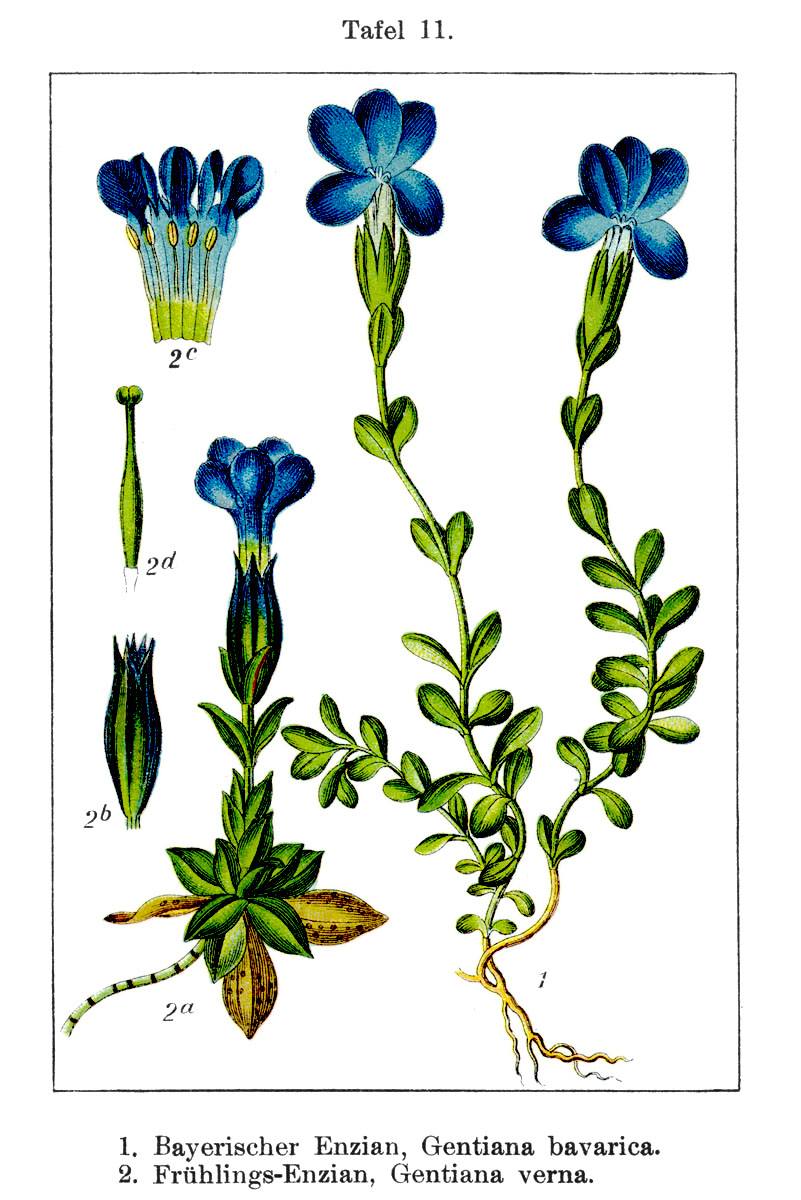

Многолетнее травянистое растение высотой 5—10 см.
Листья эллиптической или ланцетной формы.
Цветки диаметром 1—2 см пятилопастные, синего цвета.
Плод — коробочка.

## Распространение и среда обитания
Обитает в Центральной и Юго-Восточной Европе, Иране, Ираке, Турции. В России встречается в восточно-европейской части.
Произрастает на альпийских лугах и болотах.